# Eva Kotchever
Eva Kotchever, ook bekend als Eve Adams, geboren als Chawa Zloczower (Mława, 1891 - Auschwitz, 17 december 1943) was een Joods-Poolse schrijfster. Ze staat erom bekend dat ze de lesbische bar Eve's Hangout in New York heeft geopend.

## Biografie
Chawa Zloczower werd geboren in 1891 in Polen. Ze emigreerde naar de Verenigde Staten in de jaren 1920.
Zij en haar partner, de Zweedse schilder Ruth Norlander, runnen een café genaamd The Gray Cottage in Chicago. Ze was een vriend van de anarchistische schrijfster Emma Goldman.
In 1925 opende ze Eve's Hangout in New York, ook bekend als Eve Addam's Tearoom in Greenwich Village. Buiten staat een bord: "Men are admitted but not welcome" ("Mannen zijn toegestaan, maar niet welkom").
De politie viel daarom de bar binnen. Een detective vindt zijn boek Lesbian Love. Kotchever ging naar de gevangenis voor "obsceniteit". In 1926 werd ze verbannen uit de Verenigde Staten en keerde ze terug naar Europa.
In Parijs ontmoet ze haar Amerikaanse vrienden Henry Miller en Anaïs Nin in Café du Dôme in Montparnasse. Hij opende een boekhandel en een café Le Boudoir de l'Amour in Montmartre ( Brevities, 16 november 1931).
Ze voerde campagne voor de Tweede Spaanse Republiek in de jaren dertig.
In 1943 werd ze in Nice gearresteerd met haar vriendin Hella. De twee vrouwen werden opgesloten in het interneringskamp Drancy bij Parijs. De twee vrouwen werden op 17 december 1943 gedeporteerd naar Auschwitz en werden samen in het kamp gedood.

## Nageslacht
De Amerikaanse toneelschrijver Barbara Kahn heeft geschreven over het leven van Eva Kotchever. Kahn het leven van Eve Addams in de Verenigde Staten populair.
Eva Kotchever is nu een LGBT-heldin. Een straat van Parijs in het 18e arrondissement van Parijs is naar haar genoemd, evenals een openbare school.
New York en de National Park Service houden de nagedachtenis aan haar levendig.